# Arteria subclavia
La arteria subclavia es una arteria del miembro superior. Hay dos; la derecha nace del tronco braquiocefálico, y la izquierda nace del cayado de la aorta.

## Origen
Se origina, a la derecha, del tronco arterial braquiocefálico, y, a la izquierda, del cayado aórtico por detrás de la carótida común.

## Trayecto y dirección
La subclavia izquierda es más larga que la derecha ya que asciende primero verticalmente en el tórax. Ambas se dirigen hacia afuera y un poco adelante, pasando sobre la primera costilla la arteria subclavia derecha pasa por el surco de la parte anterior de la costilla y la arteria subclavia izquierda por el surco de la parte posterior, entre los músculos escaleno anterior y medio.

## Terminación
Termina en el espacio comprendido entre la clavícula y el borde inferior o externo de la primera costilla.

## Divisiones
La arteria subclavia se divide en 4 porciones (arteria subclavia izquierda) y 3 porciones (arteria subclavia derecha):
1. Porción torácica: Da ramas que irrigan a las estructuras torácicas (exclusivamente la subclavia izquierda).
2. Porción pre-escalénica o intraescalénica: La vena y la arteria subclavias se separan, quedando la vena en la parte ventral del músculo escaleno anterior y la arteria detrás (entre el escaleno anterior y el escaleno medio, junto con el plexo braquial).
3. Porción interescalénica: Profunda al escaleno anterior.
4. Porción post-toracolumbar o extraescalénica: La vena sigue en la parte ventral de la arteria, y ambas guardan la relación con el plexo braquial.

## Relaciones anatómicas
Se denomina relación a la condición de proximidad entre dos estructuras anatómicas hasta el punto de poder estar en contacto. El conocimiento de las relaciones anatómicas ayuda a los profesionales a guiarse a través del intrincado organismo de un ser vivo.
1) Porción preescalénica:
En esta porción ambas subclavias siguen trayectos diferentes.
a) la subclavia izquierda se relaciona
a1) en su trayecto intratorácico:
Por delante: con la arteria carótida primitiva izquierda y el nervio neumogástrico.
Por detrás: con los cuerpos de las vértebras torácicas.
Por fuera: con el esófago, la tráquea, el nervio laríngeo recurrente izquierdo y el conducto torácico.
Por dentro: con la pleura y el pulmón.
a2) en la base del cuello:
Por delante: con el asa subclavia y el nervio frénico (no toca al nervio neumogástrico). Con la vena subclavia y la vena braquiocefálica, los músculos infrahioideos y la articulación esternoclavicular (articulación entre el esternón y la clavícula).
Por detrás: con el nervio laríngeo recurrente, la cúpula pleural y sus ligamentos suspensorios, vertebropleurocostal y vertebropleural.
Por abajo: con la fascia endotorácica, el asa subclavia y la anastomosis del nervio frénico con el ganglio cervical inferior.
Por arriba: con el conducto torácico.
b) La subclavia derecha se relaciona
Por delante: con el nervio neumogástrico, el asa subclavia, y el nervio frénico. Con la vena subclavia y la vena braquiocefálica, los músculos infrahioideos y la articulación esternoclavicular.
Por detrás: con el nervio laríngeo recurrente, la cúpula pleural y sus ligamentos suspensorios, vertebropleurocostal y vertebropleural.
Por abajo: con la fascia endotorácica, el nervio laríngeo recurrente, el asa subclavia y la anastomosis del nervio frénico con el ganglio cervical inferior.
2) Porción interescalénica, en la que ambas subclavias se relacionan
Por delante: con el músculo escaleno anterior.
Por detrás: con el plexo braquial y el músculo escaleno medio.
Por abajo: con la primera costilla.
Por arriba: con el plexo braquial.
3) Porción postescalénica, donde ambas presentan las siguientes relaciones:
Por dentro: con la primera digitación del músculo serrato mayor.
Por fuera: con la aponeurosis media, la clavícula y el músculo subclavio.
Por detrás: con el plexo braquial.

## Ramas colaterales
Presenta nueve ramas colaterales que pueden clasificarse en función de los troncos de los que nacen o bien en función de su trayecto.

### En función de los troncos arteriales
Generalmente nacen de cinco troncos:
1) Arteria vertebral.
2) Tronco arterial cervicointercostal o costocervical.
- Arteria intercostal superior o suprema.
- Arteria cervical profunda.

3) Arteria mamaria o torácica interna.
4) Tronco tirocervicoescapular o tirocervical.
- Arteria tiroidea inferior.
- Arteria cervical ascendente.
- Arteria cervical transversa superficial.
- Arteria escapular superior o supraescapular.

5) Arteria escapular posterior o dorsal de la escápula.

### En función de su trayecto
Por su trayecto, las ramas colaterales pueden dividirse en 3 grupos:
1) Ascendentes:
- Arteria vertebral.[1]
- Arteria tiroidea inferior.[1]

2) Descendentes:
- Arteria intercostal superior.[1]
- Arteria mamaria interna.[1]

3) Externas:
- Arteria escapular superior.[1]
- Arteria escapular posterior.[1]
- Arteria cervical transversa superficial.[1]
- Arteria cervical ascendente.[1]
- Arteria cervical profunda.[1]

## Ramas terminales
Finalmente, se continúa con la arteria axilar.

## Distribución
Se distribuye hacia el cuello,, el cerebro, las meninges, la médula espinal, la pared torácica y los miembros superiores.

## Imágenes adicionales

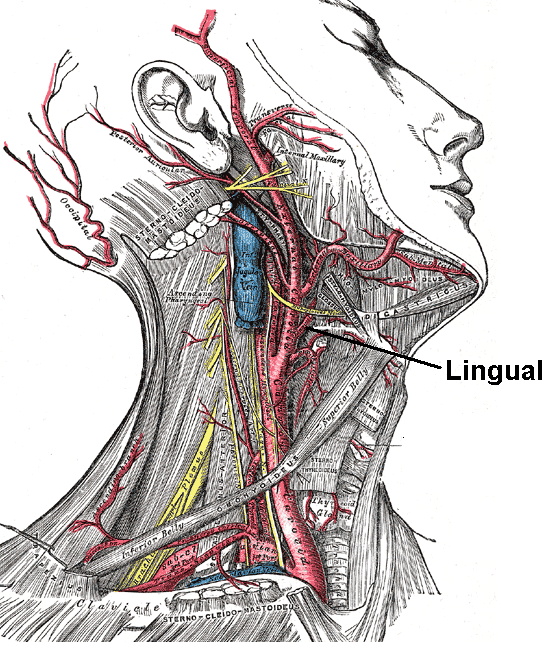
Arterias subclavia y carótida.